# Šišince
Šišince (en serbe cyrillique : Шишинце) est un village de Serbie situé sur le territoire de la Ville de Leskovac, district de Jablanica. Au recensement de 2011, il comptait 603 habitants.

## Démographie
| 1948 | 1953 | 1961 | 1971 | 1981 | 1991 | 2002 | 2011 |
| ---- | ---- | ---- | ---- | ---- | ---- | ---- | ---- |
| 529  | 560  | 602  | 658  | 653  | 646  | 639  | 603  |

|  |